# Relaciones Chad-Venezuela
Las relaciones Chad-Venezuela se refieren a las relaciones internacionales que existen entre Chad y Venezuela.

## Historia
El 7 de diciembre de 2010 Chad y Venezuela suscribieron tanto un memorándum de entendimiento como un acuerdo de cooperación en Nueva York.

## Misiones diplomáticas
- Venezuela cuenta con una embajada concurrente en Túnez, capital de Túnez.[2]